# Paralympische Zomerspelen 1964
De IIe Paralympische Spelen werden in 1964 gehouden in Tokio, Japan.

## Medaillespiegel
Het IPC stelt officieel geen medaillespiegel op, maar geeft desondanks een medailletabel ter informatie. In de spiegel wordt eerst gekeken naar het aantal gouden medailles, vervolgens de zilveren medailles en tot slot de bronzen medailles.
De onderstaande tabel geeft de top-10, aangevuld met België.
| Plaats | Land                     | NPC | Goud | Zilver | Brons | Totaal |
| 1      | Verenigde Staten         | USA | 50   | 41     | 32    | 123    |
| 2      | Groot-Brittannië         | GBR | 18   | 23     | 20    | 61     |
| 3      | Italië                   | ITA | 14   | 15     | 16    | 45     |
| 4      | Australië                | AUS | 12   | 11     | 7     | 30     |
| 5      | Rhodesië                 | RHO | 10   | 5      | 2     | 17     |
| 6      | Zuid-Afrika              | RSA | 8    | 8      | 3     | 19     |
| 7      | Israël                   | ISR | 7    | 3      | 11    | 21     |
| 8      | Argentinië               | ARG | 6    | 15     | 16    | 37     |
| 9      | Bondsrepubliek Duitsland | FRG | 5    | 2      | 5     | 12     |
| 10     | Nederland                | NED | 4    | 6      | 4     | 14     |
|        |                          |     |      |        |       |        |
| 14     | België                   | BEL | 1    | 0      | 2     | 3      |

## Nederlandse medailles

### Goud
- Prins (2 keer) - Zwemmen
- E. Gaarlandt - Zwemmen
- J. Jacobs - Tafeltennis

### Zilver
- P. Blanker (2 keer) - Boogschieten
- E. Gaarlandt - Atletiek
- D. Kruidenier - Zwemmen
- M. de Groot - Zwemmen
- J. Jacobs - Tafeltennis

### Brons
- E. O'Brien - Atletiek
- D. Kruidenier - Zwemmen
- M. de Groot (2 keer) - Zwemmen & tafeltennis

## Belgische medailles

### Goud
- Y. Alloo - Tafeltennis

### Brons
- Schelfaut (2 keer) - Boogschieten
- Pesneaud - Boogschieten

## Deelnemende landen
Het IPC geeft aan dat 21 landen meededen en geeft bovendien aan dat de volgende 19 Nationaal Paralympisch Comités tijdens de Spelen door een of meerdere sporters werden vertegenwoordigd: